# طرد البولنديين على يد الألمان
```
كانت عملية 
طرد البولنديين على يد ألمانيا
 بمثابة حملة مطولة 
مناهضة لبولندا
 
للتطهير العرقي
 بوسائل عنيفة وملهمة للإرهاب استمرت قرابة نصف قرن. لقد بدأت بمفهوم 
القومية الألمانية التي
 تطورت في أوائل القرن التاسع عشر وبلغت ذروتها في 
السياسة العنصرية لألمانيا النازية
 التي أكدت تفوق 
العرق الآري
. نشأت إزالة البولنديين من قبل ألمانيا من الأفكار التاريخية 
للقومية التوسعية
. تم تنفيذه على مستويات مختلفة ومراحل مختلفة من قبل الحكومات الألمانية المتعاقبة. انتهت 
بهزيمة ألمانيا النازية
 في عام 1945.
[
1
]
```

كانت أقسام بولندا قد أنهت وجود دولة بولندية ذات سيادة في القرن الثامن عشر. مع صعود القومية الألمانية في منتصف القرن التاسع عشر، واجه البولنديون تمييزًا متزايدًا على الأراضي البولندية سابقًا. تم الترحيل الجماعي الأول لـ 30000 بولندي من المناطق التي تسيطر عليها الإمبراطورية الألمانية في عام 1885. في حين أن أفكار طرد البولنديين يمكن العثور عليها في الخطاب السياسي الألماني في القرن التاسع عشر، إلا أن هذه الأفكار نضجت في خطط ناشئة دعا إليها السياسيون الألمان خلال الحرب العالمية الأولى، والتي دعت إلى إزالة السكان البولنديين من الأراضي البولندية التي ضمتها لأول مرة الإمبراطورية الروسية خلال الأقسام ثم ألمانيا. قبل وبعد غزو بولندا عام 1939، استغل النازيون هذه الأفكار عند إنشاء مفهوم ليبنسراوم للعدوان الإقليمي. وقعت عمليات طرد واسعة النطاق من البولنديين خلال الحرب العالمية الثانية، عندما بدأت ألمانيا النازية جنرالبلان أوست حملة التطهير العرقي في جميع المجالات البولندية المحتلة من قبل، وضمها رسميا إلى ألمانيا النازية. على الرغم من أن النازيين لم يتمكنوا من تنفيذ جنرالبلان أوست تنفيذاً كاملاً بسبب انتهاء الحرب، فقد تأثر ما يصل إلى مليوني بولندي بطردهم في زمن الحرب مع نزوح أو قتل ملايين آخرين.

## خلفية
كان البولنديون يشكلون واحدة من أكبر الأقليات في الإمبراطورية الألمانية منذ إنشائها في عام 1871. كان هذا نتيجة لعمليات الاستحواذ السابقة التي قامت بها بروسيا، الدولة التي بدأت توحيد ألمانيا. استحوذ ناخبو براندنبورغ (فيما بعد مملكة بروسيا)، وعاصمتها برلين بعد عام 1451، على أراضي تاريخية مع عدد كبير من السكان البولنديين في سلسلة من العمليات العسكرية،  وفي النصف الثاني من القرن الثامن عشر، استولت على غرب أراضي المملكة البولندية من خلال المشاركة في أقسام بولندا والحروب سيليزيا مع النمسا.

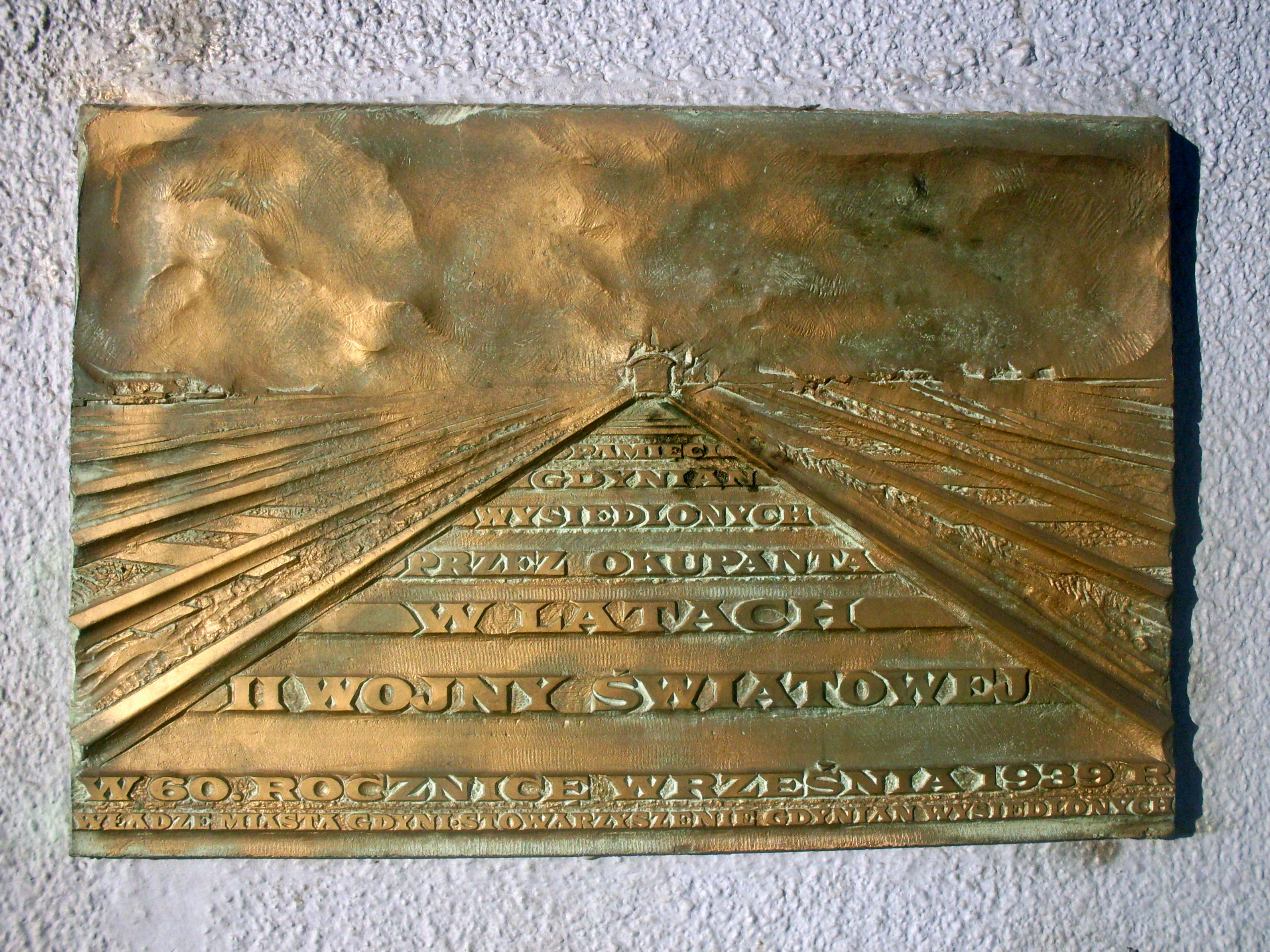
لوحة تخلد ذكرى طرد 50000 مواطن بولندي من غدينيا خلال "aktion Gotenhafen" الألمانية في الحرب العالمية الثانية

نشأت فكرة القومية الألمانية، التي تطالب بتوحيد جميع الألمان في دولة واحدة، بما في ذلك الشتات الألماني شرق الحدود الإمبراطورية، من القومية الرومانسية. يعتقد بعض الألمان أن الألمان كانوا متفوقين عرقيًا على الشعوب الأخرى - بما في ذلك السلاف، الذين رأوا أنهم أدنى من "العرق" والثقافة الألمانية. في المقابل، طالب مفهوم النازي " ليبنسراوم " بتوفير "مساحة للمعيشة" للشعب الألماني، مدعيًا بالسكان في ألمانيا والسمات السلبية المزعومة للتحضر الشديد على عكس المستوطنات الزراعية. كانت الأراضي المرغوبة تؤخذ من بولندا على وجه الخصوص. نظرت كل من النظرية القومية الألمانية وليبنسراوم إلى البولنديين كعقبة أمام الهيمنة والرخاء الألمانيين بالإضافة إلى التوسع المستقبلي للدولة الألمانية. 

## الإمبراطورية الألمانية
في المناطق التي ضُمت خلال أقسام بولندا، سعت السلطات الألمانية إلى الحد من عدد البولنديين العرقيين من خلال عملية ألمنتهم قسريا وموجة جديدة من الاستيطان من قبل المستعمرين الألمان على حسابهم.  بدءًا من صراع ثقافي، تم سن قوانين لتقييد الثقافة البولندية والدين واللغة وحقوق الملكية. بدأ بسمارك في الترحيل البروسي من 1885-1890، مما أثر على حوالي 30,000 البولنديين واليهود الذين يعيشون في ألمانيا الذين لم يكن لديهم الجنسية الألمانية. هذا ما وصفه EJ Feuchtwanger كأحد سوابق السياسات الحديثة للتطهير العرقي. في عام 1887، دعا برنهارد فون بولو، مستشار الإمبراطورية الألمانية في المستقبل، إلى طرد البولنديين بالقوة من المناطق التي كان يسكنها بولنديون والمقرر أن يصبحوا جزءًا من ألمانيا.
في عام 1908، شرعت ألمانيا بطرد البولنديين من ممتلكاتهم تحت ضغط من الجماعات القومية الألمانية التي كانت تأمل في أن يتم استخدام هذا القانون لتقليل عدد البولنديين في الشرق. 

## الحرب العالمية الأولى
في أغسطس 1914، قصف الجيش الإمبراطوري الألماني مدينة كاليز وأحرقها، وطرد عشرات الآلاف من مواطنيها البولنديين. ومع ذلك، خلال الحرب العالمية الأولى، كانت ألمانيا بحاجة ماسة إلى قوة بشرية إضافية في الشرق، وتأمل في الاستفادة من خزان المتطوعين العسكريين بين البولنديين من خلال تقديم وعود لدولة بولندية مستقلة في المستقبل. فشلت هذه المبادرة (بقيادة بيثمان)، حيث أنتجت فقط «سال لعابه من المتطوعين» في عام 1916، ولكن كان من الصعب للغاية التراجع. كانت هناك العديد من الأخطاء التي ارتكبت، مثل أزمة اليمين، بسبب سوء صياغة يمين الجنود البولنديين، والتي تسببت في ذعر بين العديد من المتطوعين البولنديين. بشكل عام، كانت آراء المحتلين الألمان مختلطة، بين أولئك الذين كانوا يأملون في أن ينشئ الألمان دولة بولندية جديدة، وأولئك الذين يخشون السيطرة الألمانية. على أي حال، فإن الهجمات الناجحة التي شنها الجيش الروسي، مثل «هجوم بروسيلوف»، أجبرت ألمانيا على التفكير في دولة عازلة شبه مستقلة بين الإمبراطوريتين، ونأمل أن يتم تأسيسها فقط في بولندا الروسية السابقة وترتبط بألمانيا من قبل جيشها. يعني. كانت فكرة إعادة تشكيل الكونغرس البولندي من أجل البولنديين بعد الحرب، خدعة ساخرة نشأت عن الرغبة في دفع حدود روسيا إلى الشرق إلى أقصى حد من الجهد الألماني. في الواقع، خططت ألمانيا لضم حوالي 30000 كم² من بولندا الكونغرس السابق للاستعمار الألماني.  كان من المقرر طرد معظم السكان البولنديين في تلك المناطق (حوالي 2,000,000 شخص) إلى دولة عميلة بولندية صغيرة. وكان ما تبقى من السكان لاستخدامها في العمل الزراعي للمستعمرين الألمان الجدد.

## الحرب العالمية الثانية

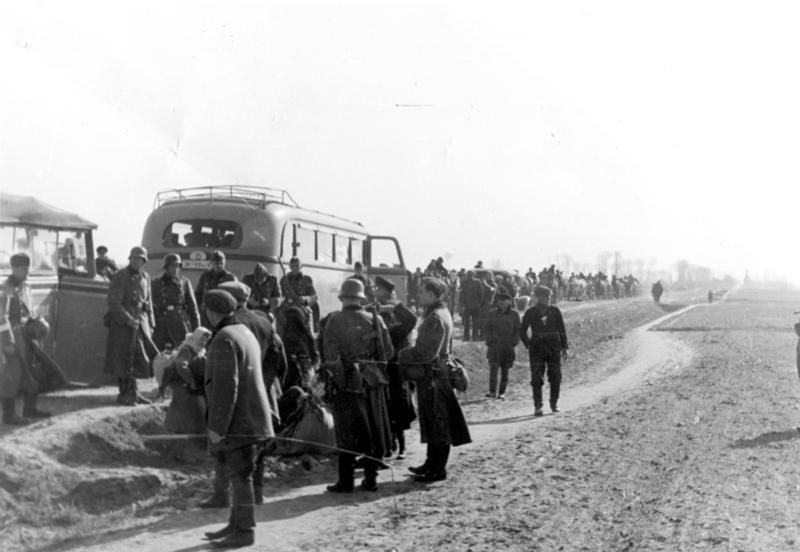
طرد 280606 البولنديين من Reichsgau Wartheland ضمها إلى الرايخ

مع احتلال بولندا في أعقاب الغزو الألماني للبلاد، تم تطبيق السياسات النازية على سكانها البولنديين على نطاق غير مسبوق. وفقًا للإيديولوجية النازية، كان يُنظر إلى البولنديين، بصفتهم أونترمينش، على أنهم صالحون للاستعباد ولمزيد من الإقصاء لإفساح المجال أمام الألمان. كان لدى أدولف هتلر خطط لاستعمار واسع للأراضي في شرق الرايخ الثالث. بولندا، نفسها، – وفقًا للخطط الألمانية الموثقة جيدًا – تم تطهيرها من الشعب البولندي تمامًا، حيث سيتم طرد 20 مليونًا أو نحو ذلك في النهاية. ما يصل إلى 3 أو 4 ملايين مواطن بولندي (جميع الفلاحين) يُعتقد أنهم أحفاد المستعمرين والمهاجرين الألمان، وبالتالي يُعتبرون «ذو قيمة عنصرية»، سوف يتم تجريدهم وتمييزهم بين السكان الألمان. كانت القيادة النازية تأمل في أنه من خلال الطرد إلى سيبيريا والمجاعة وعمليات الإعدام الجماعي والعمل بالعبودية لأي ناجين، فإن الأمة البولندية ستدمر بالكامل.
حدثت عمليات طرد الحرب العالمية الثانية داخل إقليمين محددين: منطقة ضُمت إلى الرايخ في عامي 1939 و1941، وأخرى، الحكومة العامة، تمهيدًا لمزيد من التوسع في منطقة المستوطنات الإدارية الألمانية. في النهاية، كما أوضح أدولف هتلر في مارس 1941، سيتم تطهير الحكومة العامة من البولنديين، وسوف تتحول المنطقة إلى "منطقة ألمانية بحتة" في غضون 15-20 عامًا وبدلاً من 15 مليون بولندي، فإن 4 إلى 5 ملايين ألماني العيش هناك، وستصبح المنطقة "الألمانية مثل راينلاند.

### عمليات الطرد من الأراضي البولندية التي ضمتها ألمانيا النازية
كانت الخطة النازية للتطهير العرقي للأراضي التي احتلتها ألمانيا في أوروبا الشرقية خلال الحرب العالمية الثانية، تسمى جنرالبلان أوست (GPO). ألمنة بدأت مع تصنيف من الناس مناسبة كما هو محدد على قائمة الشعب الألماني. كان حوالي 1.7 مليون بولندي يُعتبرون جُرانيين، بما في ذلك ما بين مائة ومائة ألف طفل تم نقلهم من والديهم. بالنسبة للباقي، تم الطرد.
ونُفذت عمليات الطرد هذه فجأة لدرجة أن الألمان من أصل إثني الذين أعيد توطينهم هناك تم إعطاؤهم منازل مع وجبات نصف ماكولة. تم تكليف أعضاء من هتلر يوث ورابطة الفتيات الألمان بمهمة الإشراف على عمليات الإخلاء هذه لضمان ترك البولنديين وراء معظم ممتلكاتهم لاستخدام المستوطنين. وفقًا لـ Czesław Łuczak، قام الألمان بطرد الأعداد التالية من البولنديين من المناطق التي تم ضمها إلى الرايخ في الفترة 1939 – 1944:
| اسم الإقليم                                            | عدد البولنديين النازحين |
| ------------------------------------------------------ | ----------------------- |
| منطقة رايخسجاو فارتيلاند                               | 630000                  |
| سيليسيا                                                | 81000                   |
| بوميريليا                                              | 124000                  |
| بياليستوك                                              | 28000                   |
| تسيخانوو                                               | 25000                   |
| ما يسمى "الطرد البري" لعام 1939 (بوميرليا في الغالب)   | 30000 - 40000           |
| المناطق البولندية التي ضمتها ألمانيا النازية (المجموع) | 918000 - 928000         |
| منطقة زاموي                                            | 100,000 - 110,000       |
| الحكومة العامة (إثبات الأسباب)                         | 171000                  |
| وارسو (بعد انتفاضة وارسو)                              | 500000                  |
| المجموع الكلي، على جميع الأراضي البولندية المحتلة      | 1,689,000 - 1,709,000   |

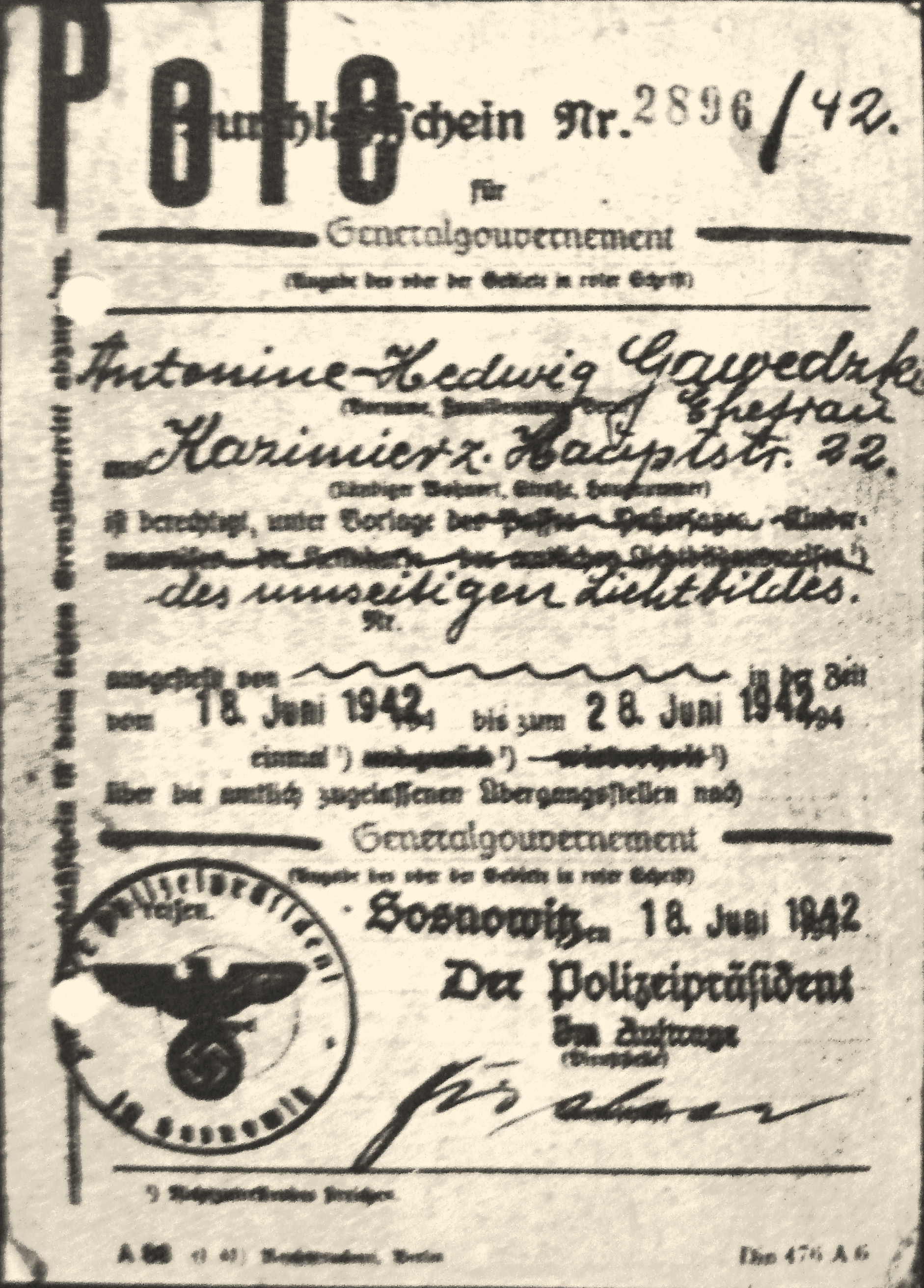
أمر طرد من سوسنوفييتس 1942 مع ختم القطب.

بالإضافة إلى «عمليات الطرد»، تم تطهير 923,000 بولنديًا في أربع سنوات من أراضي ألمانيا التي تم ضمها إلى الرايخ.

### عمليات الطرد من الحكومة العامة
داخل أراضي المحمية الألمانية تسمى الحكومة العامة كان هناك مجالان رئيسيان لعمليات الطرد التي ارتكبتها الدولة الألمانية. كانت المحمية نفسها تعتبر تدبيرا مؤقتا، وكانت بمثابة معسكر اعتقال للبولنديين للقيام بالأشغال الشاقة التي تعزز الصناعة الألمانية والجهد الحربي. في النهاية تم تطهيرها من البولنديين أيضًا.